# جي. بي. بريتزكر
جاي روبرت «جي. بي.» بريتزكر (من مواليد 19 يناير، 1965) رجل أعمال أمريكي، وفاعل خير، وسياسي يشغل منصب حاكم ولاية إلينوي الثالث والأربعون. صاحب عمل خاص مقره شيكاغو وشريك إداري ومؤسس مشارك لشركة  بريتزكر كروب، وعضو عائلة البريتزكر صاحبة سلسلة فنادق حياة. تقدر ثروته الشخصية الصافية بحوالي 3.4 مليار دولار.
كان بريتزكر المرشح الديمقراطي لمنصب حاكم إلينوي في انتخابات حكام الولايات لعام 2018. فقد تغلب على الحاكم الجمهوري آنذاك بروس راونر في الانتخابات العامة التي جرت في 6 نوفمبر، 2018، وتولى المنصب في 14 يناير، 2019. بصفته حاكمًا، فإنه يمتلك ثروة أكثر من أي حاكمٍ آخر على مدار التاريخ الأمريكي ويُعد ثاني أغنى سياسي، بغض النظر عن التضخم، يشغل منصبًا في الولايات المتحدة، بعد عمدة نيويورك السابق مايكل بلومبيرغ.

## تعليمه وعائلته ونشأته
ولد بريتزكر وترعرع في أثرتون، كاليفورنيا، وهو أحد أعضاء عائلة بريتزكر، عائلة يهودية اشتهرت في مجال الأعمال وفعل الخير في نهاية القرن العشرين. عادة ما يُصنف أعضاء عائلة بريتزكر تقريبًا في مقدمة قائمة فوربس «للعائلات الأكثر ثراءً في أمريكا» منذ بداية إصدارها عام 1982. هو أحد الأبناء الثلاثة لكل من سو (لقبها قبل الزواج سانديل) ودونالد بريتزكر، وشقيقيه الأكبر سنًأ هما بيني بريتزكر، وزير التجارة الأمريكي السابق، وأنتوني بريتزكر. سُمي بريتزكر تيمنًا بعميه، جاي وبوب. كان جده أبي بريتزكر محامي أعمال.
التحق بمدرسة ميلتون أكادمي الداخلية في ماساتشوستس ومن ثم تخرج من جامعة ديوك وبحوزته شهادة بكالوريوس آداب في العلوم السياسية. واصل دراسته لنيل شهادة الدكتوراه في فقه القضاء من كلية القانون بجامعة نورثوسترن. يعمل كمحام وعضو رابطة المحامين في ولاية إلينوي ورابطة المحامين في ولاية شيكاغو.

## الحياة السياسية
في الانتخابات الرئاسية الأمريكية لعام 2008، شارك بريتزكر في ترؤس حملة هيلاري كلينتون الوطنية. وكان مندوبًا في المؤتمر الوطني الديمقراطي لعام 2008 والمؤتمر الوطني الديمقراطي لعام 2016. وقف بجانب الرئيس باراك أوباما في الانتخابات العامة لعام 2008 فضلًا عن مساعدته في الجمع بين حملتي كلينتون وأوباما في إلينوي.
أسس بريتزكر القيادة الديمقراطية للقرن الواحد والعشرين، وهي منظمة وطنية مكرسة لجذب الناخبين تحت سن الأربعين إلى الحزب الديمقراطي. عمل أيضًا على توفير الموظفين التشريعيين في واشنطن العاصمة للسيناتور الأمريكي تيري سانفورد (الحزب الديمقراطي في نيويورك)، والسيناتور الأمريكي آلان ج. ديكسون (الحزب الديمقراطي في إلينوي)، وعضو مجلس الشيوخ توم لانتوس (الحزب الديمقراطي في كاليفورنيا)، الذين عالج من أجلهم قضايا محلية وعالمية.
في عام 1998، ترشح لمجلس النواب الأمريكي في دائرة الكونغرس التاسعة بولاية إلينوي، إذ أنفق نصف مليون دولار من ثروته الشخصية على الإعلانات التلفزيونية في سوق شيكاغو.  احتل بريتزكر المركز الثالث في الانتخابات التمهيدية الديمقراطية التي شملت خمسة مرشحين، إذ حصد نسبة أصوات بلغت %20.48، بعد ممثلة الولاية آنذاك جان شكاوسكس بنسبة 45.14% وسيناتور الولاية هاورد و. كارول بنسبة 34.40%.

## المواقف السياسية

### الإجهاض
يعد بريتزكر أحد المدافعين عن حركات حقوق الإجهاض ومؤيد بآرائه لحقوق المرأة. وأثناء الانتخابات التمهيدية الديمقراطية الخاصة بالحكام التي عقدت عام 2018، دعمت جمعية تنظيم الأسرة الأمريكية بريتزكر إلى جانب كينيدي وبيس.
في 22 يناير، 2019، وقع الحاكم بريتزكر أمرًا تنفيذيًا يمنح موظفي الولاية والنساء المشمولات بالتأمين الصحي بولاية إلينوي تغطية إنجابٍ موسعة تشتمل أيضًا على عمليات الإجهاض. تلقت هذه الخطوة إشادةً كبيرةً من مسؤولي جمعية تنظيم الأسرة الأمريكية الذين حضروا أيضًا حدث التوقيع.